# Llista de participants al Tour de França de 2003
En el Tour de França de 2003, 90a edició del Tour de França, hi van prendre part vint-i-dos equips amb un total 198 ciclistes (tots els equips de 9 ciclistes).
Tots els equips eren de la primera categoria de l'UCI.

## Llista de participants
| Llegenda                 | Llegenda | Llegenda                    | Llegenda                                                                                         |
| ------------------------ | --- | --------------------------- | ------------------------------------------------------------------------------------------------ |
| #                        | Dorsal de sortida que du el ciclista al Tour                                                                | Pos.                        | Posició final a la classificació general                                                         |
| Mallot groc              | Vencedor de la classificació general                                                                        | Mallot de la muntanya       | Vencedor de la classificació de la muntanya                                                      |
| Mallot verd              | Vencedor de la classificació per punts                                                                      | Mallot blanc                | Vencedor de la classificació dels joves                                                          |
| classificació per equips | Vencedor de la classificació per equips                                                                     | Combativitat                | Vencedor de la combativitat                                                                      |
| NP                       | Indica un ciclista que no ha pres la sortida en una etapa, seguit del número de l'etapa en què s'ha retirat | AB                          | Indica un ciclista que no ha finalitzat una etapa, seguit del número d'etapa en què s'ha retirat |
| HD                       | Indica un ciclista que ha finalitzat una etapa fora de control, seguit del número d'etapa                   | EX                          | Corredor exclòs per no respectar el reglament                                                    |
| *                        | Indica un corredor que lluita pel mallot blanc                                                              | Classificació del centenari | Vencedor de la classificació del centenari                                                       |

| US Postal               | US Postal          | US Postal | US Postal |
| ----------------------- | ------------------ | --------- | --------- |
| #                       | Ciclista           | Nació     | Pos.      |
| 1                       | Lance Armstrong    | USA       | 1         |
| 2                       | Roberto Heras      | ESP       | 34        |
| 3                       | Manuel Beltrán     | ESP       | 14        |
| 4                       | Viatxeslav Iekímov | RUS       | 76        |
| 5                       | George Hincapie    | USA       | 47        |
| 6                       | Floyd Landis       | USA       | 77        |
| 7                       | Pavel Padrnos      | CZE       | 102       |
| 8                       | Victor Hugo Peña   | COL       | 88        |
| 9                       | José Luis Rubiera  | ESP       | 19        |
| Manager: Johan Bruyneel |                    |           |           |

| ONCE-Eroski          | ONCE-Eroski                 | ONCE-Eroski | ONCE-Eroski |
| -------------------- | --------------------------- | ----------- | ----------- |
| #                    | Ciclista                    | Nació       | Pos.        |
| 11                   | Joseba Beloki               | Euskadi     | AB-10       |
| 12                   | René Andrle                 | CZE         | 83          |
| 13                   | José Azevedo                | POR         | 26          |
| 14                   | Álvaro González de Galdeano | Euskadi     | 122         |
| 15                   | Jörg Jaksche                | GER         | 17          |
| 16                   | Isidro Nozal                | ESP         | 72          |
| 17                   | Mikel Pradera               | Euskadi     | 58          |
| 18                   | Marcos Serrano              | ESP         | 68          |
| 19                   | Ángel Vicioso               | ESP         | NP-6        |
| Manager: Manolo Saiz |                             |             |             |

| Team Telekom              | Team Telekom        | Team Telekom | Team Telekom |
| ------------------------- | ------------------- | ------------ | ------------ |
| #                         | Ciclista            | Nació        | Pos.         |
| 21                        | Santiago Botero     | COL          | NP-18        |
| 22                        | Mario Aerts         | BEL          | 89           |
| 23                        | Rolf Aldag          | GER          | 94           |
| 24                        | Giuseppe Guerini    | ITA          | 35           |
| 25                        | Matthias Kessler*   | GER          | 49           |
| 26                        | Andreas Klöden      | GER          | AB-9         |
| 27                        | Daniele Nardello    | ITA          | 25           |
| 28                        | Aleksandr Vinokúrov | Kazakhstan   | 3            |
| 29                        | Erik Zabel          | GER          | 107          |
| Manager: Walter Godefroot |                     |              |              |

| iBanesto.com                   | iBanesto.com               | iBanesto.com | iBanesto.com |
| ------------------------------ | -------------------------- | ------------ | ------------ |
| #                              | Ciclista                   | Nació        | Pos.         |
| 31                             | Francisco Mancebo          | ESP          | 10           |
| 32                             | Joan Antoni Flecha         | CAT          | 104          |
| 33                             | José Vicente García Acosta | Euskadi      | 125          |
| 34                             | Vladímir Karpets*          | RUS          | 100          |
| 35                             | Pablo Lastras              | ESP          | 67           |
| 36                             | Denís Ménxov*              | RUS          | 11           |
| 37                             | Juan Miguel Mercado*       | ESP          | 36           |
| 38                             | Ievgueni Petrov*           | RUS          | 53           |
| 39                             | Xabier Zandio              | Euskadi      | 51           |
| Manager: José Miguel Echavarri |                            |              |              |

| Rabobank               | Rabobank          | Rabobank     | Rabobank |
| ---------------------- | ----------------- | ------------ | -------- |
| #                      | Ciclista          | Nació        | Pos.     |
| 41                     | Levi Leipheimer   | USA          | NP-2     |
| 42                     | Michael Boogerd   | NED          | 32       |
| 43                     | Bram de Groot     | NED          | 99       |
| 44                     | Óscar Freire      | ESP          | 96       |
| 45                     | Robert Hunter     | South Africa | AB-14    |
| 46                     | Marc Lotz         | NED          | NP-2     |
| 47                     | Grischa Niermann  | GER          | 28       |
| 48                     | Marc Wauters      | BEL          | 115      |
| 49                     | Remmert Wielinga* | NED          | AB-16    |
| Manager: Theo de Rooij |                   |              |          |

| Saeco                 | Saeco                 | Saeco | Saeco |
| --------------------- | --------------------- | ----- | ----- |
| #                     | Ciclista              | Nació | Pos.  |
| 51                    | Gilberto Simoni       | ITA   | 84    |
| 52                    | Leonardo Bertagnolli* | ITA   | AB-15 |
| 53                    | Salvatore Commesso    | ITA   | 81    |
| 54                    | Danilo Di Luca        | ITA   | AB-13 |
| 55                    | Paolo Fornaciari      | ITA   | 112   |
| 56                    | Gerrit Glomser        | AUT   | 64    |
| 57                    | Jörg Ludewig          | GER   | 38    |
| 58                    | Fabio Sacchi          | ITA   | 60    |
| 59                    | Stefano Zanini        | ITA   | AB-9  |
| Manager: Bruno Vicino |                       |       |       |

| Cofidis               | Cofidis              | Cofidis | Cofidis |
| --------------------- | -------------------- | ------- | ------- |
| #                     | Ciclista             | Nació   | Pos.    |
| 61                    | David Millar         | UK      | 55      |
| 62                    | Médéric Clain        | FRA     | 105     |
| 63                    | Iñigo Cuesta         | Euskadi | 127     |
| 64                    | Philippe Gaumont     | FRA     | 124     |
| 65                    | Massimiliano Lelli   | ITA     | 15      |
| 66                    | David Moncoutié      | FRA     | 43      |
| 67                    | Luis Pérez Rodriguez | ESP     | AB-7    |
| 68                    | Guido Trentin        | ITA     | 63      |
| 69                    | Cédric Vasseur       | FRA     | 97      |
| Manager: Alain Bondue |                      |         |         |

| Team CSC             | Team CSC           | Team CSC | Team CSC |
| -------------------- | ------------------ | -------- | -------- |
| #                    | Ciclista           | Nació    | Pos.     |
| 71                   | Tyler Hamilton     | USA      | 4        |
| 72                   | Michael Blaudzun   | DEN      | 45       |
| 73                   | Nicolas Jalabert   | FRA      | 106      |
| 74                   | Bekim Christensen  | DEN      | 120      |
| 75                   | Andrea Peron       | ITA      | 54       |
| 76                   | Peter Luttenberger | AUT      | 13       |
| 77                   | Jakob Piil         | DEN      | 113      |
| 78                   | Carlos Sastre      | ESP      | 9        |
| 79                   | Nicki Sørensen     | DEN      | 44       |
| Manager: Bjarne Riis |                    |          |          |

| Fassa Bortolo              | Fassa Bortolo       | Fassa Bortolo | Fassa Bortolo |
| -------------------------- | ------------------- | ------------- | ------------- |
| #                          | Ciclista            | Nació         | Pos.          |
| 81                         | Ivan Basso          | ITA           | 7             |
| 82                         | Marzio Bruseghin    | ITA           | 66            |
| 83                         | Dario David Cioni   | ITA           | 79            |
| 84                         | Aitor González      | Euskadi       | NP-9          |
| 85                         | Volodímir Hústov    | UKR           | NP-9          |
| 86                         | Nicola Loda         | ITA           | AB-9          |
| 87                         | Sven Montgomery     | SUI           | NP-9          |
| 88                         | Alessandro Petacchi | ITA           | AB-8          |
| 89                         | Marco Velo          | ITA           | AB-8          |
| Manager: Giancarlo Ferreti |                     |               |               |

| FDJeux.com           | FDJeux.com        | FDJeux.com | FDJeux.com |
| -------------------- | ----------------- | ---------- | ---------- |
| #                    | Ciclista          | Nació      | Pos.       |
| 91                   | Sandy Casar*      | FRA        | 111        |
| 92                   | Jimmy Casper*     | FRA        | AB-9       |
| 93                   | Baden Cooke*      | AUS        | 140        |
| 94                   | Carlos Da Cruz    | FRA        | 93         |
| 95                   | Nicolas Fritsch*  | FRA        | 78         |
| 96                   | Bradley McGee     | AUS        | 133        |
| 97                   | Christophe Mengin | FRA        | 110        |
| 98                   | Nicolas Vogondy   | FRA        | 117        |
| 99                   | Matthew Wilson    | AUS        | HD-11      |
| Manager: Marc Madiot |                   |            |            |

| Kelme-Costa Blanca    | Kelme-Costa Blanca      | Kelme-Costa Blanca | Kelme-Costa Blanca |
| --------------------- | ----------------------- | ------------------ | ------------------ |
| #                     | Ciclista                | Nació              | Pos.               |
| 101                   | José Ignacio Gutiérrez  | ESP                | AB-8               |
| 102                   | José Enrique Gutiérrez  | ESP                | 41                 |
| 103                   | David Latasa            | ESP                | 73                 |
| 104                   | Jesús Manzano*          | ESP                | AB-7               |
| 105                   | David Muñoz*            | ESP                | 139                |
| 106                   | Iván Parra              | COL                | 46                 |
| 107                   | Javier Pascual Llorente | ESP                | 27                 |
| 108                   | Antonio Tauler          | Illes Balears      | AB-8               |
| 109                   | Julián Usano            | ESP                | 142                |
| Manager: Vicent Belda |                         |                    |                    |

| Quick Step-Davitamon   | Quick Step-Davitamon | Quick Step-Davitamon | Quick Step-Davitamon |
| ---------------------- | -------------------- | -------------------- | -------------------- |
| #                      | Ciclista             | Nació                | Pos.                 |
| 111                    | Paolo Bettini        | ITA                  | 48                   |
| 112                    | László Bodrogi       | HUN                  | 108                  |
| 113                    | Davide Bramati       | ITA                  | 126                  |
| 114                    | David Cañada         | ESP                  | 56                   |
| 115                    | Servais Knaven       | NED                  | 123                  |
| 116                    | Luca Paolini         | ITA                  | 69                   |
| 117                    | Michael Rogers*      | AUS                  | 42                   |
| 118                    | Kurt Van De Wouwer   | BEL                  | 62                   |
| 119                    | Richard Virenque     | FRA                  | 16                   |
| Manager: Alvaro Crespi |                      |                      |                      |

| Crédit Agricole       | Crédit Agricole   | Crédit Agricole | Crédit Agricole |
| --------------------- | ----------------- | --------------- | --------------- |
| #                     | Ciclista          | Nació           | Pos.            |
| 121                   | Christophe Moreau | FRA             | 8               |
| 122                   | Stéphane Augé     | RUS             | HD-11           |
| 123                   | Pierrick Fédrigo* | FRA             | AB-14           |
| 124                   | Sébastien Hinault | FRA             | 138             |
| 125                   | Thor Hushovd*     | NOR             | 118             |
| 126                   | Lilian Jégou      | FRA             | AB-14           |
| 127                   | Stuart O'Grady    | AUS             | 90              |
| 128                   | Benoît Poilvet    | FRA             | 109             |
| 129                   | Jens Voigt        | GER             | AB-11           |
| Manager: Roger Legeay |                   |                 |                 |

| Team Bianchi               | Team Bianchi       | Team Bianchi | Team Bianchi |
| -------------------------- | ------------------ | ------------ | ------------ |
| #                          | Ciclista           | Nació        | Pos.         |
| 131                        | Jan Ullrich        | GER          | 2            |
| 132                        | Daniel Becke*      | GER          | 145          |
| 133                        | Ángel Casero       | ESP          | 57           |
| 134                        | Félix Garcia Casas | ESP          | 23           |
| 135                        | Aitor Garmendia    | Euskadi      | 70           |
| 136                        | Fabrizio Guidi     | ITA          | 103          |
| 137                        | Thomas Liese       | GER          | 136          |
| 138                        | David Plaza        | ESP          | 22           |
| 139                        | Tobias Steinhauser | GER          | AB-11        |
| Manager: Jacques Hanegraaf |                    |              |              |

| Lotto-Domo             | Lotto-Domo        | Lotto-Domo | Lotto-Domo |
| ---------------------- | ----------------- | ---------- | ---------- |
| #                      | Ciclista          | Nació      | Pos.       |
| 141                    | Robbie McEwen     | AUS        | 143        |
| 142                    | Serge Baguet      | BEL        | 86         |
| 143                    | Christophe Brandt | BEL        | 52         |
| 144                    | Hans De Clercq    | BEL        | 147        |
| 145                    | Nick Gates        | AUS        | AB-16      |
| 146                    | Axel Merckx       | BEL        | HD-15      |
| 147                    | Koos Moerenhout   | NED        | 128        |
| 148                    | Léon van Bon      | NED        | 132        |
| 149                    | Rik Verbrugghe    | BEL        | AB-14      |
| Manager: Marc Sergeant |                   |            |            |

| AG2R Prévoyance         | AG2R Prévoyance     | AG2R Prévoyance | AG2R Prévoyance |
| ----------------------- | ------------------- | --------------- | --------------- |
| #                       | Ciclista            | Nació           | Pos.            |
| 151                     | Laurent Brochard    | FRA             | 33              |
| 152                     | Mikel Astarloza*    | Euskadi         | 29              |
| 153                     | Aleksandr Botsjarov | RUS             | 24              |
| 154                     | Iñigo Chaurreau     | Euskadi         | 30              |
| 155                     | Andy Flickinger*    | FRA             | 39              |
| 156                     | Jaan Kirsipuu       | Estònia         | AB-7            |
| 157                     | Christophe Oriol    | FRA             | 121             |
| 158                     | Nicolas Portal*     | FRA             | 82              |
| 159                     | Ludovic Turpin      | FRA             | 91              |
| Manager: Vincent Lavenu |                     |                 |                 |

| Vini Caldirola-So.Di    | Vini Caldirola-So.Di | Vini Caldirola-So.Di | Vini Caldirola-So.Di |
| ----------------------- | -------------------- | -------------------- | -------------------- |
| #                       | Ciclista             | Nació                | Pos.                 |
| 161                     | Stefano Garzelli     | ITA                  | NP-10                |
| 162                     | Dario Andriotto      | ITA                  | 114                  |
| 163                     | Paolo Bossoni        | ITA                  | 134                  |
| 164                     | Andrej Hauptman      | Eslovènia            | AB-14                |
| 165                     | Eddy Mazzoleni       | ITA                  | AB-9                 |
| 166                     | Marco Milesi         | ITA                  | NP-15                |
| 167                     | Fred Rodriguez       | USA                  | AB-15                |
| 168                     | Romāns Vainšteins    | LAT                  | 116                  |
| 169                     | Steve Zampieri       | SUI                  | 87                   |
| Manager: Mauro Gianetti |                      |                      |                      |

| Euskaltel-Euskadi         | Euskaltel-Euskadi       | Euskaltel-Euskadi | Euskaltel-Euskadi |
| ------------------------- | ----------------------- | ----------------- | ----------------- |
| #                         | Ciclista                | Nació             | Pos.              |
| 171                       | Iban Mayo               | Euskadi           | 6                 |
| 172                       | Mikel Artetxe           | Euskadi           | 80                |
| 173                       | David Etxebarria        | Euskadi           | HD-12             |
| 174                       | Unai Etxebarria         | VEN               | HD-12             |
| 175                       | Roberto Laiseka         | Euskadi           | 18                |
| 176                       | Iñigo Landaluze         | Euskadi           | 101               |
| 177                       | Alberto López de Munain | Euskadi           | 98                |
| 178                       | Samuel Sánchez*         | ESP               | HD-9              |
| 179                       | Haimar Zubeldia         | Euskadi           | 5                 |
| Manager: Miguel Madariaga |                         |                   |                   |

| Brioches La Boulangère        | Brioches La Boulangère | Brioches La Boulangère | Brioches La Boulangère |
| ----------------------------- | ---------------------- | ---------------------- | ---------------------- |
| #                             | Ciclista               | Nació                  | Pos.                   |
| 181                           | Didier Rous            | FRA                    | 20                     |
| 182                           | Walter Bénéteau        | FRA                    | 59                     |
| 183                           | Sylvain Chavanel*      | FRA                    | 37                     |
| 184                           | Anthony Geslin*        | FRA                    | 114                    |
| 185                           | Maryan Hary*           | FRA                    | 130                    |
| 186                           | Damien Nazon           | FRA                    | 129                    |
| 187                           | Jérôme Pineau*         | FRA                    | 71                     |
| 188                           | Franck Renier          | FRA                    | 95                     |
| 189                           | Thomas Voeckler*       | FRA                    | 119                    |
| Manager: Jean-René Bernaudeau |                        |                        |                        |

| Team Gerolsteiner             | Team Gerolsteiner | Team Gerolsteiner | Team Gerolsteiner |
| ----------------------------- | ----------------- | ----------------- | ----------------- |
| #                             | Ciclista          | Nació             | Pos.              |
| 191                           | Davide Rebellin   | ITA               | AB-14             |
| 192                           | Udo Bölts         | GER               | 61                |
| 193                           | René Haselbacher  | AUT               | AB-14             |
| 194                           | Uwe Peschel       | GER               | NP-20             |
| 195                           | Olaf Pollack      | GER               | AB-7              |
| 196                           | Michael Rich      | GER               | AB-7              |
| 197                           | Torsten Schmidt   | GER               | AB-13             |
| 198                           | Georg Totschnig   | AUT               | 12                |
| 199                           | Markus Zberg      | SUI               | 92                |
| Manager: Hans-Michael Holczer |                   |                   |                   |

| Alessio                   | Alessio              | Alessio | Alessio |
| ------------------------- | -------------------- | ------- | ------- |
| #                         | Ciclista             | Nació   | Pos.    |
| 201                       | Laurent Dufaux       | SUI     | 21      |
| 202                       | Fabio Baldato        | ITA     | AB-6    |
| 203                       | Alessandro Bertolini | ITA     | 146     |
| 204                       | Pietro Caucchioli    | ITA     | NP-13   |
| 205                       | Raffaele Ferrara     | ITA     | AB-14   |
| 206                       | Angelo Furlan        | ITA     | AB-9    |
| 207                       | Vladimir Miholjević  | CRO     | 50      |
| 208                       | Andrea Noè           | ITA     | 74      |
| 209                       | Franco Pellizotti*   | ITA     | 75      |
| Manager: Bruno Cenghialta |                      |         |         |

| Jean Delatour        | Jean Delatour        | Jean Delatour | Jean Delatour |
| -------------------- | -------------------- | ------------- | ------------- |
| #                    | Ciclista             | Nació         | Pos.          |
| 211                  | Patrice Halgand      | FRA           | 40            |
| 212                  | Pierre Bourquenoud   | SUI           | AB-8          |
| 213                  | Samuel Dumoulin*     | FRA           | 141           |
| 214                  | Christophe Edaleine* | FRA           | 131           |
| 215                  | Frédéric Finot       | FRA           | 137           |
| 216                  | Stéphane Goubert     | FRA           | 31            |
| 217                  | Iurii Krivtsov*      | UKR           | 85            |
| 218                  | Laurent Lefèvre      | FRA           | 65            |
| 219                  | Jean-Patrick Nazon   | FRA           | 135           |
| Manager: Serge Barle |                      |               |               |